# Cerco de Alexandria (47 a.C.)
Cerco de Alexandria foi a série de escaramuças e batalhas travadas entre as forças de Júlio César, que apoiava Cleópatra VII, contra as forças de Arsínoe IV e Ptolemeu XIII em Alexandria, no Egito Ptolemaico, entre 48 e 47 a.C. Nesta época, César estava travando a sua própria guerra civil contra as forças dos Optimates, os legalistas que defendiam o Senado Romano, liderados por Pompeu.

## Contexto
Depois da Batalha de Farsalo (48 a.C.), entre as forças de César e Pompeu, o exército deste acabou dispersando ou se entregou a César. O próprio Pompeu, porém, escapou para Anfípolis e, de lá, para o Reino Ptolemaico no Egito. Ele acabou sendo assassinado ao desembarcar por Áquila e Lúcio Septímio, antigos soldados de seu exército, seguindo o conselho do eunuco Potino e Teódoto de Quio, conselheiros do faraó Ptolemeu XIII, que aprovou a ideia por achar que a morte de seu maior adversário iria agradar Júlio César.

## Eventos
César ficou horrorizado com o assassinato do grande general romano e chorou por seu antigo aliado e genro. Ele exigiu o dinheiro que o pai de Ptolemeu, Ptolemeu XII, havia tomado emprestado de Roma e concordou em ajudar a resolver o conflito entre Ptolemeu XIII e sua irmã (e co-regente) Cleópatra VII. César escolheu esta ao invés do irmão e o prendeu.
Áquila depois se juntaria a Potino para combater César e, depois de ter recebido o comando de todo o exército deste, marchou para Alexandria com cerca de 20 000 soldados e 2 000 cavaleiros. César, que estava na cidade, não tinha forças suficientes para resistir e enviou embaixadores para iniciar negociações, mas eles foram assassinados por Áquila, que queria acabar com qualquer chance de reconciliação. Suas forças continuaram a marcha e ocuparam a maior parte da cidade. Enquanto isso, Arsínoe, a irmã mais nova de Ptolemeu XIII e Cleópatra, escapou da cidade e se juntou a Áquila. Em 47 a.C., os dois entraram em conflito e ela mandou o eunuco Ganimedes executar Áquila e entregou-lhe o comando de suas forças. O novo comandante conseguiu algumas vitórias contra César no começo, que tinha sob seu comando apenas os legionários da VI Ferrata que levou consigo e uma pequena milícia italiana que estava na cidade desde 55 a.C. por causa de problemas anteriores, mas rapidamente os principais oficiais da corte egípcia perderam a confiança em Ganimedes. Sob o pretexto de quererem a paz, eles negociaram com César uma troca de Arsínoe por Ptolemeu XIII, que foi solto logo em seguida, mas a guerra não terminou. Reforços para os romanos chegaram sob a liderança de Mitrídates de Pérgamo e Antípatro, o Idumeu, da Judeia. A difícil Batalha do Nilo, travada na margem oeste do Nilo, encerrou a disputa com a vitória final de César (e Cleópatra) depois que Ptolemeu se afogou tentando cruzar o rio.

## Consequências
A coroa de Ptolemeu passou para seu irmão mais novo, Ptolemeu XIV, e para Cleópatra, que reinaram como co-regentes. César e Cleópatra celebraram sua vitória com uma procissão triunfal sobre o rio Nilo no mesmo ano e os dois, segundo os relatos, viajaram por dois meses pelo Egito antes de César retomar sua guerra civil. Apesar do relacionamento ter resultado em um filho (Ptolemeu XV), eles nunca se casaram.
Arsínoe foi paradeada por Roma como prisioneira, banida para o Templo de Ártemis, em Éfeso, e depois executada por ordens de Cleópatra e Marco Antônio.